# برونو ايكارت
برونو ايكارت (بالألمانية: Bruno Eckhardt) (و. 1960 – م) هو فيزيائي، وأستاذ جامعي من ألمانيا . ولد في راكن هاوزن.

## مناصب وهيئات
أدار جامعة ماربورغ.